# Блюз чёрной собаки
Блюз чёрной собаки — роман российского писателя-фантаста Дмитрия Скирюка. При написании книги Скирюк отошёл от обычного ему жанра фэнтези, в котором была написана тетралогия о травнике Жуге.

## Сюжет
В романе описывается история Евгения (Жана), ищущего своего знакомого — талантливого музыканта по имени Игнат. Тот отправился в горы в поисках просветления и нахождения «саунда» (от англ. sound "звук") и пропал без вести. События, происходящие в процессе поисков, и составляют фабулу романа. В произведении делается попытка объяснить ранние смерти молодых и талантливых музыкантов, а также проводится связь между ними и исчезновением Игната. В подтверждение этого приводится ряд биографий известных музыкантов и рок-групп, таких как Led Zeppelin, Pink Floyd, Joy Division и других. Также происходят попытки главного героя углубиться в историю музыки, дабы понять действия Игната.

## Премии
- Звёздный Мост 2007 — номинация «Лучший роман». Второе место («Серебряный Кадуцей») за «Блюз чёрной собаки»[1].